# Eduard Haber

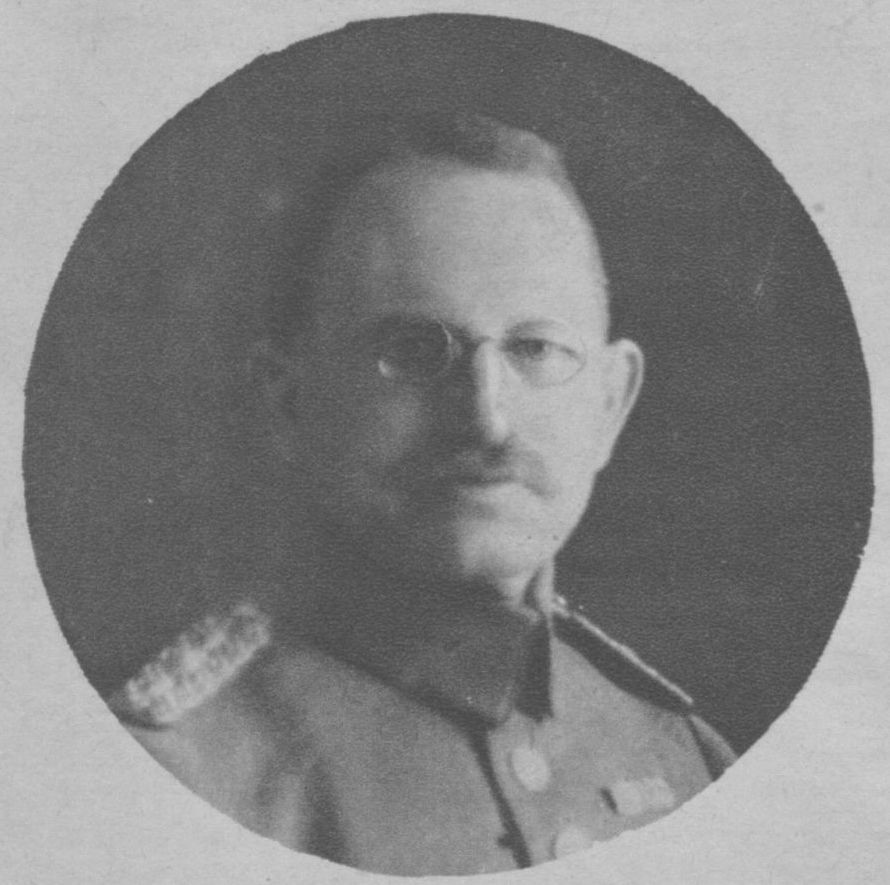
Eduard Haber, um 1918

Johann Karl Emil Eduard Haber (* 1. Oktober 1866 in Risa, Kreis Schleiden, Rheinprovinz; † 14. Januar 1947 in Tübingen-Lustnau) war ein deutscher Kolonialbeamter und Diplomat. 

## Leben
Eduard Haber war Sohn des Bergbauingenieurs Carl Haber. Er besuchte das Gymnasium Petrinum Brilon. Nach dem Abitur studierte er 1885–1888 an der Albert-Ludwigs-Universität Freiburg, der RWTH Aachen und der Rheinischen Friedrich-Wilhelms-Universität das Bergfach. 1888 schloss er sich dem Corps Rhenania Bonn an. Er war ab 1888 Bergreferendar und ab 1893 Assessor beim Oberbergamt Bonn. Nach einer Reise, die ihn 1889 nach Mexiko und Peru führte, erhielt er an der Bergakademie Berlin einen Lehrauftrag. Ab 1896 bereiste er für die Deutsche Bank Australien und Amerika. Nach seiner Rückkehr wurde Haber 1900 am Hüttenamt Friedrichshütte (Schlesien) zum stellvertretenden Hütteninspektor ernannt und im selben Jahr in den Reichskolonialdienst des Auswärtigen Amtes berufen.
Im Jahre 1901 wirkte er als Bergbeamter beim Gouvernement Dar-es-Salam in Deutsch-Ostafrika. 1903 wurde Haber, der im Jahr zuvor zum Regierungsrat ernannt worden war, zum Ersten Referenten des Gouvernements berufen und 1906 zum Geheimen Regierungsrat befördert. 1907 wechselte Haber als Vortragender Rat ins Reichskolonialamt nach Berlin und erhielt 1910 seine Ernennung zum Geheimen Oberregierungsrat.
1913 wurde Haber zum Stellvertreter des Gouverneurs von Deutsch-Neuguinea (DNG), Albert Hahl berufen, er reiste am 22. Januar 1914 ab. Aufgrund der Erkrankung Hahls, der nach Deutschland beurlaubt wurde, führte er die Amtsgeschäfte in Rabaul kommissarisch.
Vom Beginn des Ersten Weltkrieges erfuhr er in Morobe. Er kehrte am 14. August nach Rabaul zurück, wo er bewaffneten Widerstand mit einer Truppe von etwa 50 Siedlern und 250 Einheimischen organisierte. Nach Unterzeichnung der Kapitulation am 17. September 1914 musste er den Neutralitätseid leisten. Zusammen mit 11 weiteren deutschen Kriegsgefangenen wurde er mit dem erbeuteten Dampfer Komet nach Sydney gebracht und am 29. Oktober 1914 im Torrens-Island-Internierungslager interniert. Am 15. Januar 1915 wurde er gemeinsam mit seinem Sekretär Münz an Bord der Sonoma nach San Francisco deportiert, von wo aus er schließlich ins Reich zurückkehren durfte.
In Berlin führte er formal die Amtsgeschäfte als geschäftsführender Gouverneur von Deutsch-Neuguinea weiter. Am 14. Dezember 1917 ernannte Wilhelm Solf ihn zum Nachfolger von Hahl, der als tropenuntauglich erklärt worden war, offiziell zum letzten Gouverneur von Deutsch-Neuguinea. Sowohl Kaiser Wilhelm II. als auch Erich Ludendorff hielten diese Einsetzung während des Krieges für übereilt und undurchdacht, weil die Pazifikkolonie in ihren Plänen schon keine Rolle mehr spielte.
Bei den Friedensverhandlungen um die C-Mandate des Völkerbundes wurde Haber im Mai 1919 nachträglich als zweites Mitglied in die deutsche Delegation berufen, wegen der Aussichtslosigkeit seiner Arbeit legte er diese jedoch wieder nieder und übernahm die Leitung der Kohlenwirtschaftstelle Mecklenburg.

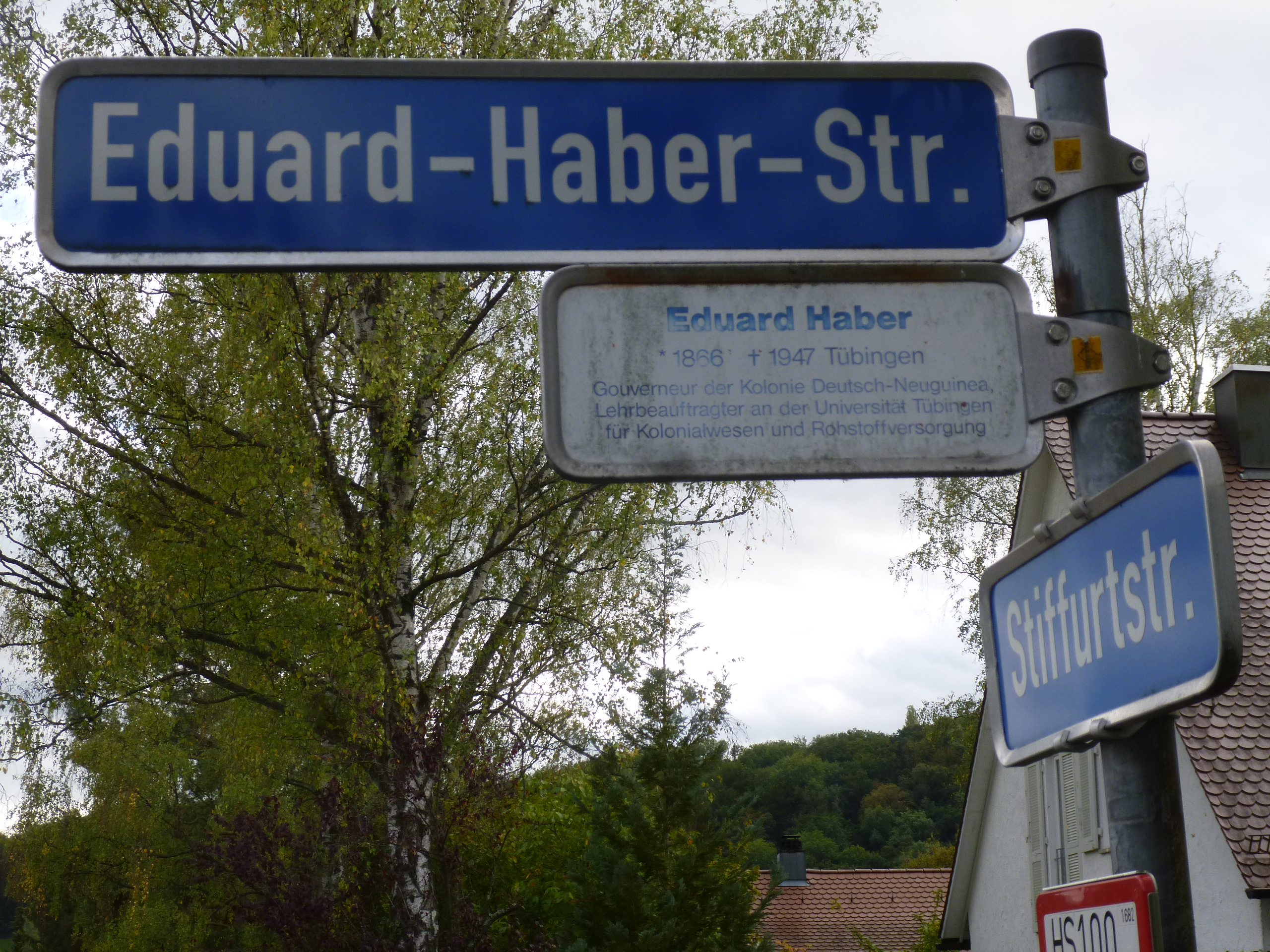
Eduard-Haber-Straße in Tübingen (2020)

Im Jahre 1920 amtierte Haber als Präsident des Reichsausgleichsamtes. Nach Ausscheiden aus dem Reichsdienst 1923 übernahm er bis 1927 eine Lehrtätigkeit an der Bergakademie Clausthal und erhielt 1924 eine Honorarprofessur. 1928–45 lehrte Haber an der Universität Tübingen als beauftragter Dozent für internationale Kolonialwissenschaft und Rohstoffwirtschaft. Am 2. September 1932 schloss er sich dem Tübinger Nationalsozialistischen Kraftfahrkorps an. Er unterzeichnete den reichsweiten Wahlaufruf von Hochschullehrern für Adolf Hitler zur Reichstagswahl November 1932 und im März 1933 die Erklärung von 300 Hochschullehrern für Adolf Hitler. Zu seinem 70. Geburtstag 1936 ehrte ihn die Stadt Tübingen als „Vorkämpfer für die nationale Erhebung“ mit der Benennung einer Straße, deren Umbenennung der Tübinger Gemeinderat im Dezember 2023 beschloss, außerdem ernannte ihn die Universität zum Ehrensenator. Haber wurde, obwohl häufig als „Dr.“ tituliert, nie promoviert. Sein Antrag, ihm die Ehrendoktorwürde zuzuerkennen, wurde abgelehnt mit der Begründung, er habe mit der Ehrensenatorwürde zufrieden zu sein.
Haber beantragte am 10. Juni 1937 die Aufnahme in die NSDAP und wurde rückwirkend zum 1. Mai desselben Jahres aufgenommen (Mitgliedsnummer 4.572.527). Laut Hans-Joachim Lang war Haber auch SA-Mitglied. Eine Umbenennung der nach ihm benannten Straße in Tübingen wurde Anfang der 1990er Jahre vom Tübinger Gemeinderat abgelehnt, da Haber später aus der NSDAP ausgetreten sei. Der Historiker Wilfried Setzler, der die Entnazifizierungsakte Habers eingesehen hat, stellte 2020 fest, dass Haber nach eigenen Angaben der NSDAP bis zum Ende des Nationalsozialismus angehörte. Am 18. Dezember 2023 beschloss der Tübinger Gemeinderat, die Eduard-Haber-Straße nach der deutsch-israelischen Menschenrechtsaktivistin in Felicia-Langer-Straße umzubenennen. Die Wunschbenamung einer größeren Gruppe von Anwohnern für den Gewann- oder Flurnamen „Am Pflegersgarten“ fand im Tübinger Gemeinderat keine Mehrheit. Die neuen Straßenschilder wurden am 14. Juni 2024 angebracht.

## Auszeichnungen
- 1905: Roter Adlerorden 4. Klasse
- 1906: Roter Adlerorden 4. Klasse mit dem Johanniterkreuz am weißen Bande
- 1910: Königlicher Kronenorden 3. Klasse
- 1912: Roter Adlerorden 3. Klasse mit Schleife
- 1915: Eisernes Kreuz 2. Klasse
- 1915: Rote Kreuz-Medaille 3. Klasse
- 1915: Militärverdienstorden 3. Klasse mit Krone und Schwertern
- 1915: Friedrichs-Orden Kommenturkreuz 2. Klasse
- 1915: Eiserner Halbmond
- 1918: Rote Kreuz-Medaille 2. Klasse
- 1918: Österreichisches Militärverdienstkreuz 2. Klasse mit der Kriegsdekoration
- 1923: Eisernes Kreuz 1. Klasse
- 1924: Honorarprofessor an der Bergakademie Clausthal